# Речу
Речу (рум. Reciu) — село у повіті Алба в Румунії. Входить до складу комуни Гирбова.
Село розташоване на відстані 247 км на північний захід від Бухареста, 24 км на південь від Алба-Юлії, 101 км на південь від Клуж-Напоки.

## Населення
За даними перепису населення 2002 року у селі проживали 279 осіб. Рідною мовою 278 осіб (99,6%) назвали румунську.
Національний склад населення села:
| Національність | Кількість осіб | Відсоток |
| -------------- | -------------- | -------- |
| румуни         | 272            | 97,5%    |
| цигани         | 6              | 2,2%     |